# Ro Caminal
Roser Caminal (Barcelona, 1966) és una artista visual catalana que desenvolupa processos artístics en diferents formats, com ara la fotografia, el videoart i les instal·lacions multimèdia. Es basa en identitats col·lectives i de l'espai públic, entès com un lloc de l'experiència i de l'avenir. La seva producció es mou entre l'art i les ciències socials.

## Formació
Va viure uns anys a Austràlia on va iniciar estudis universitaris d'art. De retorn a Catalunya es va llicenciar en Belles Arts a la Universitat de Barcelona (2012) i va fer un Postgrau d'Antropologia Social a la Universitat Rovira i Virgili de Tarragona (2013).

## Àmbits de creació i processos de treball
La seva pràctica artística es desenvolupa en centres d'interès de l'art i l'antropolgia, en temes de migració, feminisme i identitats culturals. Treballa habitualment a Tarragona i Barcelona però ha fet projectes de recerca, vídeos i reportatges a El Caire, Alexandria, Malta, Algeria, Tunísia i el Senegal, llocs on estableix plataformes temporals de producció, segons els projectes en curs. Per mitjà de treballs participatius, segueix els camins dels emigrants, la situació de les dones i les experiències individuals enfrontades a barreres culturals o econòmiques.
Treballa dins els mitjans audiovisuals, amb un component estètic important. Crea sèries de fotografies, vídeos, instal·lacions i ha participat en produccions de teatre. La major part dels treballs corresponen a l'àmbit de la videocreació, tot i que en el seu camp d'interessos s'hi troben les experiències col·laboratives i la mediació.

## Films, videos i treballs destacats
Un dels temes principals és la problemàtica de l'emigració. D'això tracta Moi un noir. Reloaded (2015), llarg metratge sobre la vida d'un grup de senegalesos, provisionalment instal·lats a Salou i Tarragona. És un relat amb la participació dels protagonistes, els quals reflexionen sobre les condicions de vida a Europa. Obra presentada, entre d'altres llocs, a «Arte y Utopia» Jerez de la Frontera, 2018 i al Festival Migrant d'Eslovènia. Dins la mateixa temàtica In Limbus ( 2017/18), filmat a Malta sobre la vida dels emigrants a l'illa, entorn els temps d'espera, les quarantenes i l'explotació. Presentat al certamen «BLITZ» a La Valleta.
Entre els conflictes de l'emigració i les reivindicacions feministes es troba el vídeo Ever Folding, 2017. En ell, dones del Senegal exposen les seves històries i pertorben la mirada colonial. Presentat a «Proyector. Plataforma de Videoarte», Casa de América. Madrid. Dins la mateixa temàtica, Unfolding Penelope (2017) estableix un paral·lelisme divergent entre les dones d'emigrants senegalesos i el mite de Penèlope. Les protagonistes no es resignen a l'espera i negocien per sortir d'un pla social secundari. Presentat a Theatre National, «I Festival Chouftouhonna» de Tunísia i al "Festival Cinemigrante", Barcelona.

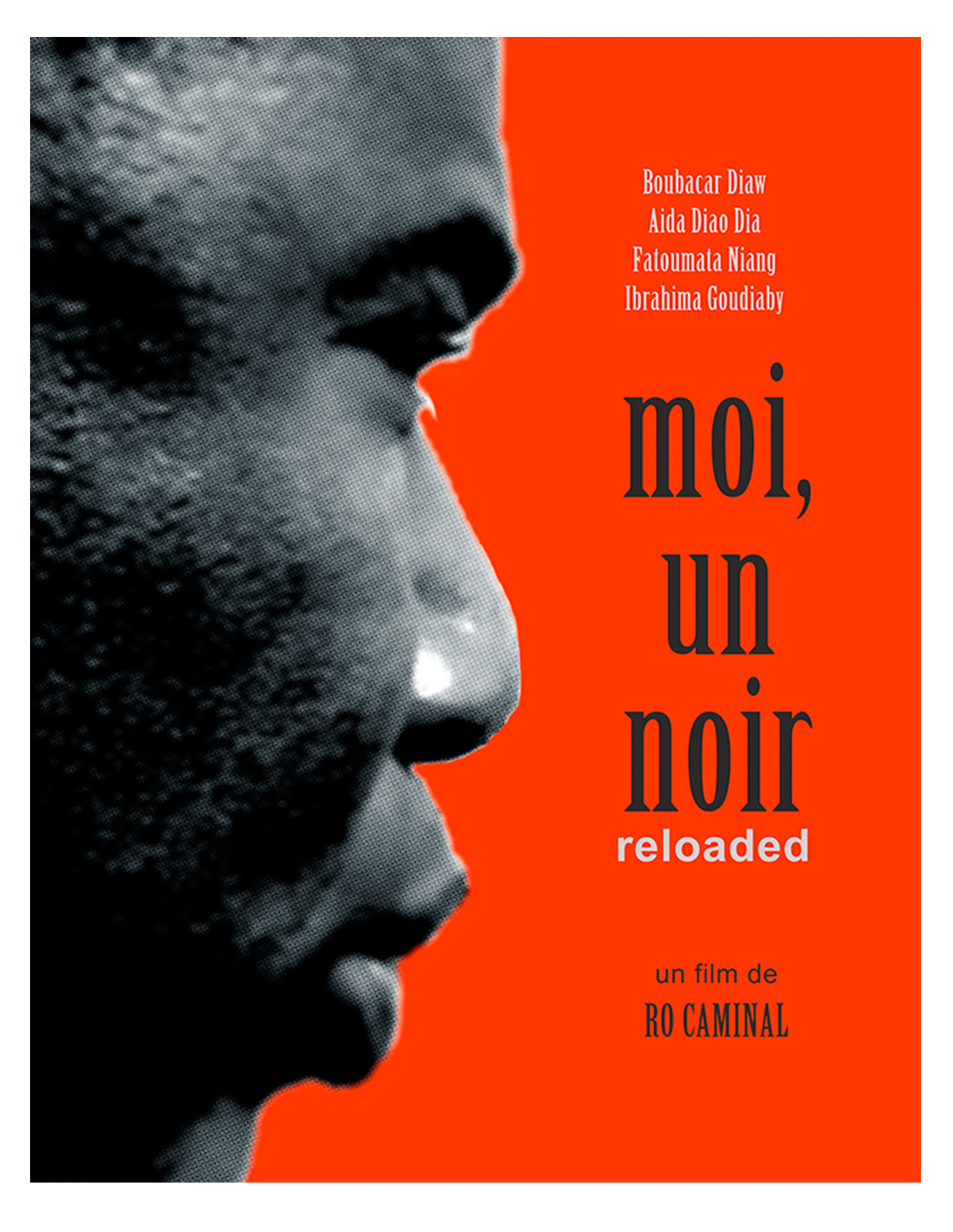
Moi, un noir.Reloaded. Llargmetratge. 2015

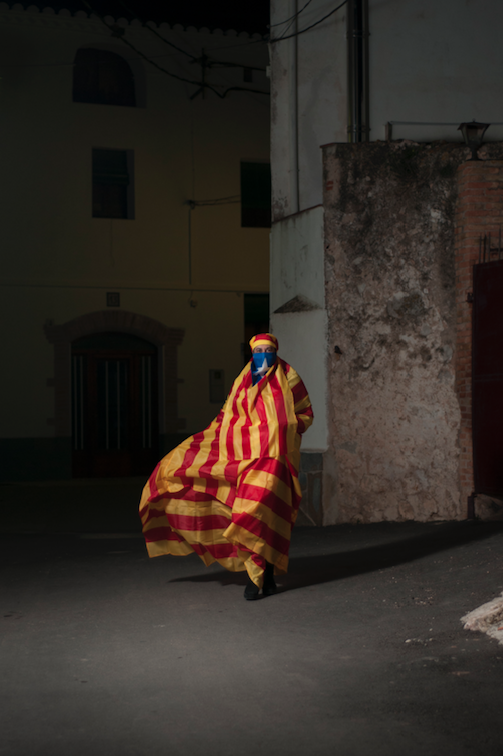
Identitée Vo(i)lée. Fotografia, 2014

Un altre centre d'interès és el paper de la creació visual en processos de mediació. Vídeo Van, una videoteca ambulant va establir un diàleg entre associacions del barri del Raval de Barcelona, dins el projecte «Translocacions» de Ramon Parramon.
Treballa entorn la degradació de barris històrics, el sentit de les runes i les contradiccions de l'habitatge social. Si je te vole la mer (2018) és un conjunt de vídeo i instal·lacions sobre les barreres urbanes. La Kasbah d'Argel va iniciar la seva decadència en el moment en què es va crear un barri que la va separar del mar. El vídeo evoca un mite de grandesa i els efectes de la dominació colonial. Presentat a Galeria La Grey, Tarragona i al Centre Cultural Dar Abdeltif d' Alger.

## Premis i beques
Habitualment realitza els projectes amb el suport de beques de residència en el lloc on s'esdevé la problemàtica tractada. Altres ajuts, en centres de producció, li proporcionen tecnologia i equipaments.
Destaquen: Premi El Contextador. Art Social i Comunitari. CA Tarragona (2013). Borsa SAC. Residència a Fabra & Coats, Barcelona (2013). Beca OSIC de recerca artística de la Generalitat de Catalunya (2015). En Residència. IES Domènech i Montaner / Fundació Miró. Barcelona (2018/19).
Ha obtingut el Premi Biennal de Valls- Fundació Guasch Coranty, 2015. Segon Premi Julio Antonio d'escultura, Biennal de la Diputació de Tarragona, 2019. Premi Biennal de Girona, 2019.